# Gypona affinis
Gypona affinis är en insektsart som beskrevs av Spångberg 1878. Gypona affinis ingår i släktet Gypona och familjen dvärgstritar. Inga underarter finns listade i Catalogue of Life.